# Lathroeus oreoderoides
Lathroeus oreoderoides är en skalbaggsart som beskrevs av Thomson 1864. Lathroeus oreoderoides ingår i släktet Lathroeus och familjen långhorningar. Inga underarter finns listade i Catalogue of Life.